# Ołeksandra Chomeneć
Ołeksandra Ihoriwna Chomeneć (ukr. Олександра Ігорівна Хоменець; ur. 25 maja 2003) – ukraińska zapaśniczka startująca w stylu wolnym. Srebrna medalistka mistrzostw świata w 2022 i brązowa w 2021.
Wicemistrzyni Europy w 2022 i trzecia w 2025. Trzecia na MŚ U-23 w 2024. Druga na ME U-23 w 2023. Trzecia na MŚ juniorów w 2022. Mistrzyni Europy juniorów w 2021 roku.